# 波羅的高地
波羅的高地是波羅的海以南的高地，位於東歐平原西部，從日德蘭半島一直延伸至愛沙尼亞，北面是芬蘭灣，全長200公里，最高點海拔高度329米。